# Klassens perfekte jul
Klassens perfekte jul er en tv-julekalender, der bliver vist på DR Ultra fra den 1. December 2018, Serien er baseret på Klassen, der i flere omgange er sendt på DR Ultra.

## Nuværende medvirkende
- Lærer Michael: Jesper Ole Feit Andersen
- Lærer Vicky: Sofie Kaufmanas
- Lærer Søren: Kasper Leisner
- Lærer Munir: Shahbaz Sarwar
- Magnus: Oliver Tikotzki
- Alberte: Matilde Wagner
- Christian: Nikolaj Nording-Grooss
- Ida: Anna Haarup Munch
- Kasper: William Sigby
- Laurits: Frederik Toft
- Mika: Katrine Sikujua Abrahamsen
- Ronja: Rigmor Scott-Mønsted
- Viola: Sally Balck Sørensen
- Nanna: Lucca Loft
- Luna: Milla Cæcilia Lodahl
- Ellie: Gabriella Canto Hallager
- Lea: Ella Isabel Camara
- Storm: Frederik Martens Frimodt
- Pelle: Bertil Cummings
- Stine: Flora-Sofie Leisner
- Maja: Josephine Senyondwa
- Smilla: Clara Østerskov Heilesen
- Nisha: Sameena Vijay
- Gry: Sofie Lien
- Thea: Caroline Søby
- Inge: Emilia Isabel Wischmann
- Ane: Ella Nørholm
- Nomi: Hanne Salim
- Vigdis: Alisa Mølvig
- Vera: Asta-Marie Baunsgaard
- Eleanor: Clara Dragsted Hansen
- Johanne: Kaya Bruhn Mariendal
- Lukas: Jonas Meftahi Møller
- Alfred: Benjamin Rud Hansen
- Hugo: Alvin Festo
- Theis: Victor Lund-Redin
- Noah: Elliot Metzdorff
- Otto: Oscar Køhler
- Sigurd: Villads Winther
- Ask: Tore Ellingsen
- Adam: Sander Thorlaksen
- Inspektør: Therese Damsgaard